# ليونارد كاتلر سانفورد
ليونارد كاتلر سانفورد (بالإنجليزية: Leonard Cutler Sanford)‏ هو عالم طيور وجراح وعالم حيوانات أمريكي، ولد في 19 سبتمبر 1868 في نيو هيفن في الولايات المتحدة، وتوفي في 7 ديسمبر 1950.